# Nationalkomponist
Nationalkomponist ist eine ideologische Bezeichnung für einen Komponisten, dessen musikalisches Werk übergreifend durch nationale Symbole und Elemente gekennzeichnet ist, darüber hinaus eine hohe Popularität in der Öffentlichkeit der ihm angehörigen Nation genießt und international als bedeutender Musikschaffender anerkannt wird.

## Begriff
Das Konzept ist vergleichbar mit demjenigen des Nationaldichters, hat allerdings keine historische Vergangenheit mit offiziellen Titeln (z. B. poeta laureatus). Der Begriff ist im 19. Jahrhundert im Zuge nationalistischer bzw. patriotistischer Bewegungen entstanden, als vor allem Komponisten aus kleineren, unter Fremdherrschaft stehenden Staaten Elemente der Volksmusik in ihre Werke verflochten oder prägnante nationale Symbole anderer Art vertonten (nationale Schulen). Allerdings werden aufgrund des Popularitätskriteriums nur wenige Komponisten einer nationalen Schule als Nationalkomponisten betrachtet. Als Nationalkomponisten geltende Musiker verstanden sich nicht notwendigerweise selbst als solche.
Vergleichbare Konzepte vor der Romantik sorgen in der musikwissenschaftlichen Geschichtsforschung für Uneinigkeiten in der Nationalbezeichnung einzelner Komponisten wie Ludwig Senfl (Deutschland/Schweiz) oder Georg Friedrich Händel (Deutschland/England).

## Verbreitung
Nationalkomponisten finden sich vor allem in Skandinavien: Hugo Alfvén (Schweden), Niels Wilhelm Gade (Dänemark), Edvard Grieg (Norwegen), Jón Leifs (Island) und Jean Sibelius (Finnland) gelten als führende Komponisten der nordischen Romantik. Auch in Osteuropa werden viele Nationalkomponisten verehrt: Bedřich Smetana, Antonín Dvořák (beide Böhmen/Tschechien), Frédéric Chopin, Stanisław Moniuszko (beide Polen), Béla Bartók (Ungarn), Mikalojus Konstantinas Čiurlionis (Litauen), Mykola Lyssenko (Ukraine) und Aram Chatschaturjan (Armenien).
Auch in kleineren westeuropäischen Ländern gab es vereinzelt Nationalkomponisten, auch ohne "national" zu komponieren: Josef Gabriel Rheinberger (Liechtenstein) und Jean-Antoine Zinnen (Luxemburg) sind in ihren Heimatländern aufgrund ihrer Bedeutung nationale Identifikationsfiguren. In der Schweiz ist Hans Huber als patriotischer, in romantischer Breite arbeitender Komponist bekannt, hat aber nicht einen vergleichbaren Status eines Nationalkomponisten. In Irland wird vor allem der barocke Harfenkomponist Turlough O’Carolan als Nationalkomponist verehrt.
In den selbstherrschenden Nationalstaaten des 19. Jahrhunderts mit großer und verbreiteter Musiktradition wie Deutschland, Italien und Frankreich wurden keine Komponisten in ähnlicher Art verehrt. Allerdings waren Musiker wie Ludwig van Beethoven, Richard Wagner und Anton Bruckner im nationalsozialistischen Deutschland aus Propagandagründen zu Nationalkomponisten stilisiert worden, weil sich in ihrer Musik im Sinne des Regimes "deutschnationale Ideale" widerspiegelten.

## Verweise
1. ↑  Nazi Approved Music, A Teacher's Guide to the Holocaust. Florida Center for Instructional Technology, College of Education, University of South Florida, 2005. Abgerufen am 26. Dezember 2009.